# الحملة الإسماعيلية للقضاء على الرق
كانت الحملة الإسماعيلية للقضاء على الرق في عهد الخديوي إسماعيل في النصف الثاني من القرن التاسع عشر بقيادة علي الدين أغا. وكانت محاربة الرق هو السبب المعلن للتغطية على أطماع أسرة محمد علي للتوسع في أعالى النيل بأفريقيا لأسباب اقتصادية ولتعويض ما خسروه من مستعمرات في الشام.
كانت الحملة في ذلك الوقت لا تتعارض مع مصالح الإنجليز الذين كانو يخططون في نفس الاتجاه ويعلمون أن ما لمصر سيصبح لهم بمجرد استكمال مخططات احتلالها. وبعد انتهاء الحملة عاد علي أغا إلى مصر وكرم ومنح أبعدية بقرية بحطيط شرق دلتا مصر ومات ودفن فيها.